# خیابان ترس بخش دوم: ۱۹۷۸
خیابان ترس بخش دوم:۱۹۷۸ (انگلیسی: Fear Street Part Two: 1978) یک فیلم ترسناک ماوراء طبیعی آمریکایی محصول سال ۲۰۲۱ به کارگردانی لی جانیاک است این فیلم بر اساس نوشته آر.ال. استاین ساخته شده‌است، که دنباله و قسمت اول: ۱۹۹۴ دنباله آن و قسمت سوم: ۱۶۶۶ است.

## داستان
داستان خیابان ترس:بخش دوم ، در کمپ تابستانی نایت‌وینگ جریان دارد. در حالی که همه برای بزرگترین رویداد این کمپ تابستانی اماده میشوند یک شیدی‌سایدی باز هم دیوانه شده و قتل عامی را در کمپ به‌راه می‌اندازد